# Bad Aussee
Bad Aussee (o simplesmente Aussee) è uma comuna com status de cidade com quase 5000 habitantes no noroeste da Estíria, Áustria. Parte do distrito de Liezen è capital do subdistrito de Bad Aussee (Expositur Bad Aussee).

## Geografia
A pequena cidade fica a sudeste de Salzkammergut, a cerca de 70 km de Salzburgo, não distante de Hallstatt, Bad Ischl, Liezen e Gröbming. Os lagos mais próximos são o Grundlsee (onde se limitam algumas das "frações") e  o Altausseer See, na comuna vizinha de Altaussee.
Bad Aussee tem dez subdivisões: Anger, Eselsbach, Gallhof, Gschlößl, Lerchenreith, Obertressen, Reitern, Reith, Sarstein, Unterkainisch. A cidade fica no considerado Centro Geográfico da Áustria.

## Referência externa
- (em alemão) Comune di Bad Aussee